# Impatiens kingii
Impatiens kingii är en balsaminväxtart som beskrevs av Joseph Dalton Hooker. Impatiens kingii ingår i släktet balsaminer, och familjen balsaminväxter. Inga underarter finns listade i Catalogue of Life.